# ミクロデロセラス
ミクロデロセラス（学名 : Microderoceras）は、扁平な側面、進化した放射状の肋を持つ前期ジュラ紀に生息したアンモナイトの属であり。エオデロセラス上科エオデロセラス科に属する。外縁の腹部は丸みを帯び、側面には2列の明瞭な棘があり、内部には肋の両端に形成された結節が存在した。胸郭の外側面は背側と腹側の両側面に向かって凹んでいる。肋は6組（1対3）に分かれており、2対3は唯一のタイプである。第一のタイプでは、腹面の肋同士が癒合しており、背面の肋同士も癒合していた。第二のタイプは肋のある体を表し、肋は第一のタイプと同じ配置になっており、胸郭は背面に癒着していない。
1871年にアルフェウス・ハイアットにより命名された本属は、現在では絶滅したアンモナイト亜綱に属し、現在も生息している殻を持つオウムガイ亜綱とは異なる。

## 概要
ミクロデロセラスの標本はアルゼンチン、カナダ、イギリスで発見されている。